# Alliphis
Alliphis es un género de ácaros perteneciente a la familia Eviphididae.

## Especies
Alliphis Halbert, 1923
- Alliphis ankavani Arutunian, 1992
- Alliphis bakeri Arutunian, 1992
- Alliphis brevisternalis Ma-Liming & Wang-Shenron, 1998
- Alliphis hirschmanni Arutunian, 1991
- Alliphis huangzhongensis Li, 2001
- Alliphis kargi Arutunian, 1991
- Alliphis longicornis Gu & Liu, 1996
- Alliphis longirivulus Gu & Liu, 1996
- Alliphis magnus Gu & Fan, 1997
- Alliphis necrophilus Christie, 1983
- Alliphis phoreticus Masan, 1994
- Alliphis pratensis (Karg, 1965)
- Alliphis rosickyi Samsinak & Daniel, 1978
- Alliphis rotundianalis Masan, 1994
- Alliphis serrochaetae Ramaraju & Mohanasundaram, 1996
- Alliphis siculus (Oudemans, 1905)
- Alliphis sinicus Gu & Bai, in Gu, Bai & Huang Gu 1989
- Alliphis stenosternus Gu & Liu, 1996
- Alliphis trichiensis Ramaraju & Mohanasundaram, 1996
- Alliphis yinchuanensis Gu & Bai, 1997
- Alliphis yuxiensis Gu & Fan, 1997